# Attelabidae

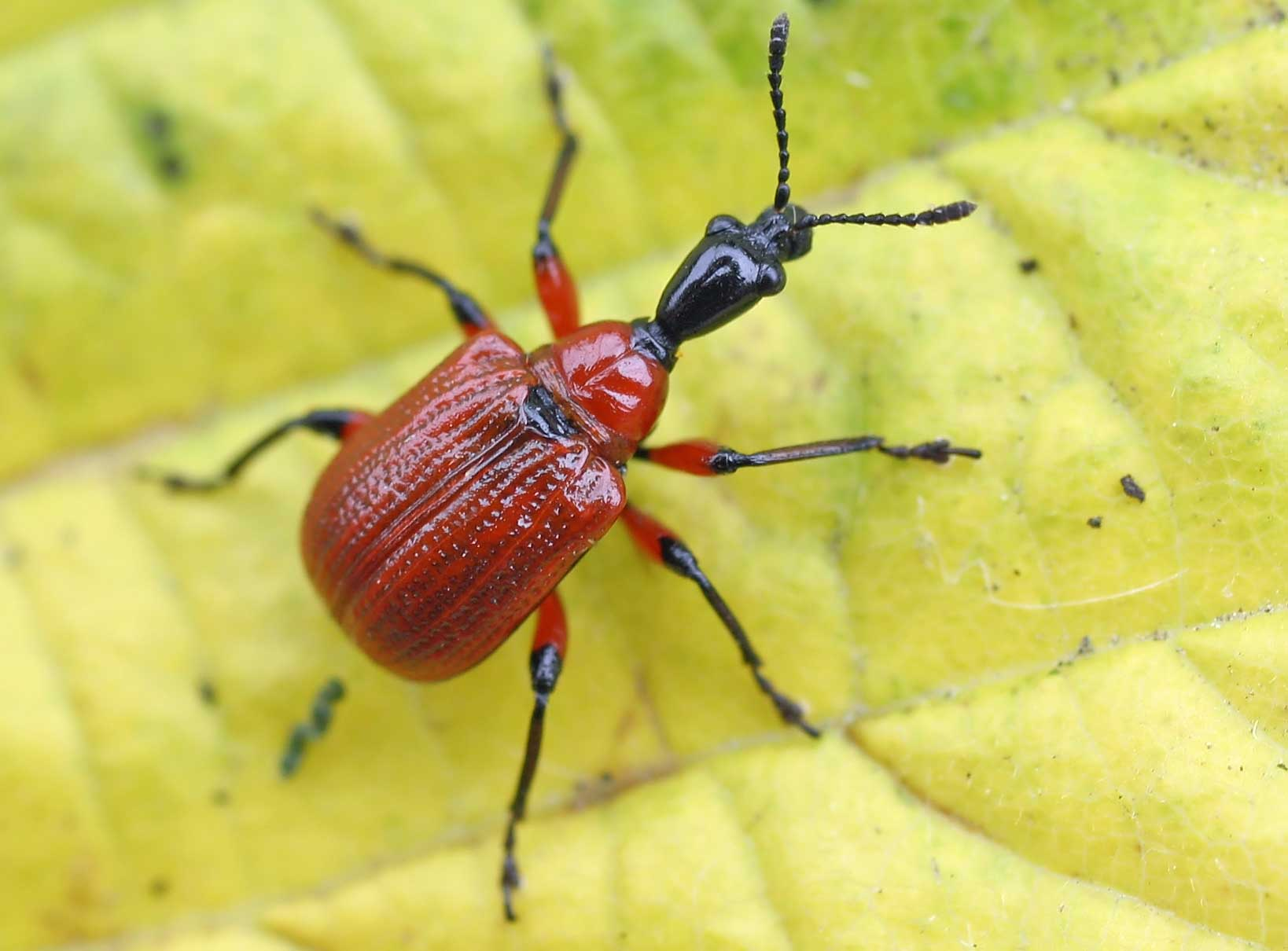
Apoderus coryli.

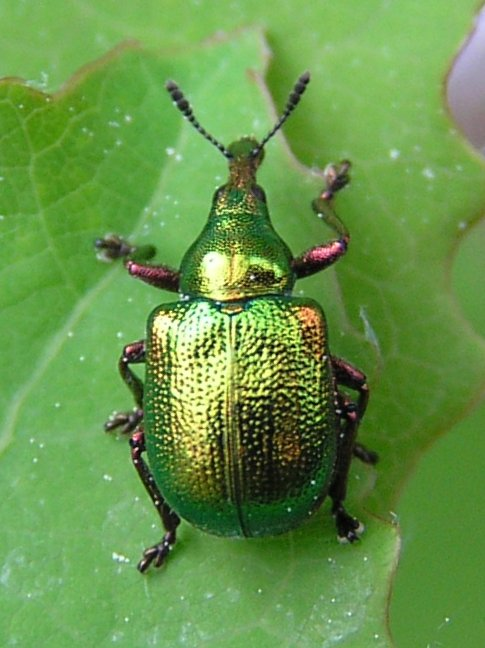
Byctiscus populi.

Los gorgojos enrolladores de hojas (Attelabidae) son una familia de coleópteros curculionoideos ampliamente distribuida. Existen más de 2000 especies. Están incluidos entre los gorgojos primitivos debido a sus antenas no flexionadas, que están insertadas cerca de la base del rostro. El protórax es mucho más estrecho que la base de los élitros. 
Algunos miembros de esta familia tienen largos cuellos, y algunos de ellos son conocidos como gorgojos jirafa. Unas pocas especies son conocidas como plagas en la agricultura. Las larvas de Rhynchitinae se alimentan en brotes florales o frutos, yemas terminales, o son minadores de hojas. Los Attelabinae son los verdaderos enrolladores de hojas. La hembra corta incisiones en las hojas para depositar sus huevos, y enrolla esa parte de la hoja en la que las larvas se van a alimentar.

## Galería de imágenes

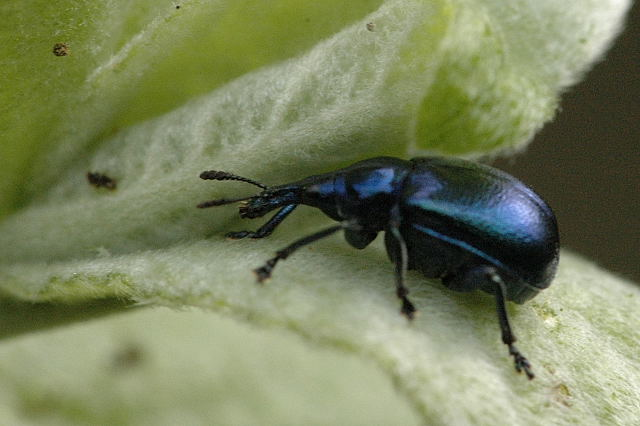
Byctiscus betulae
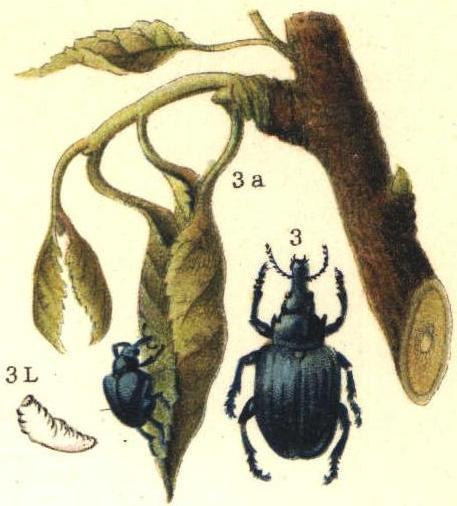
Deporaus betulae
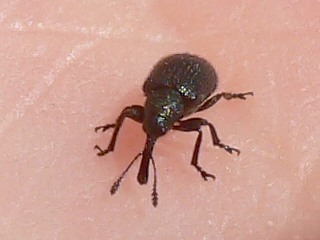
Caenorhinus germanicus
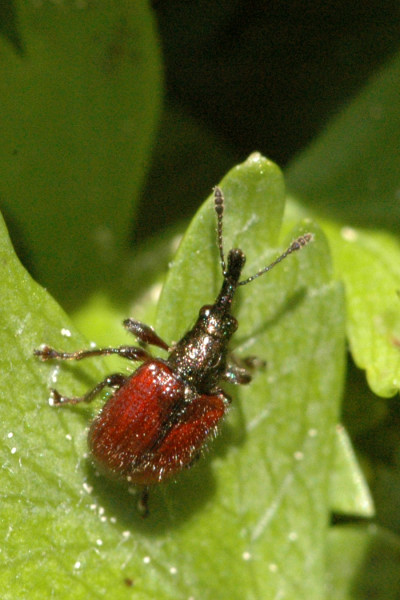
Tatianaerhynchites aequatus

## Lista de géneros seleccionados y algunas especies
- Apoderus Olivier, 1807 
  - Apoderus longicollis
  - Apoderus coryli
- Attelabus Linnaeus, 1758 
  - Attelabus nitens (Scopoli 1763)

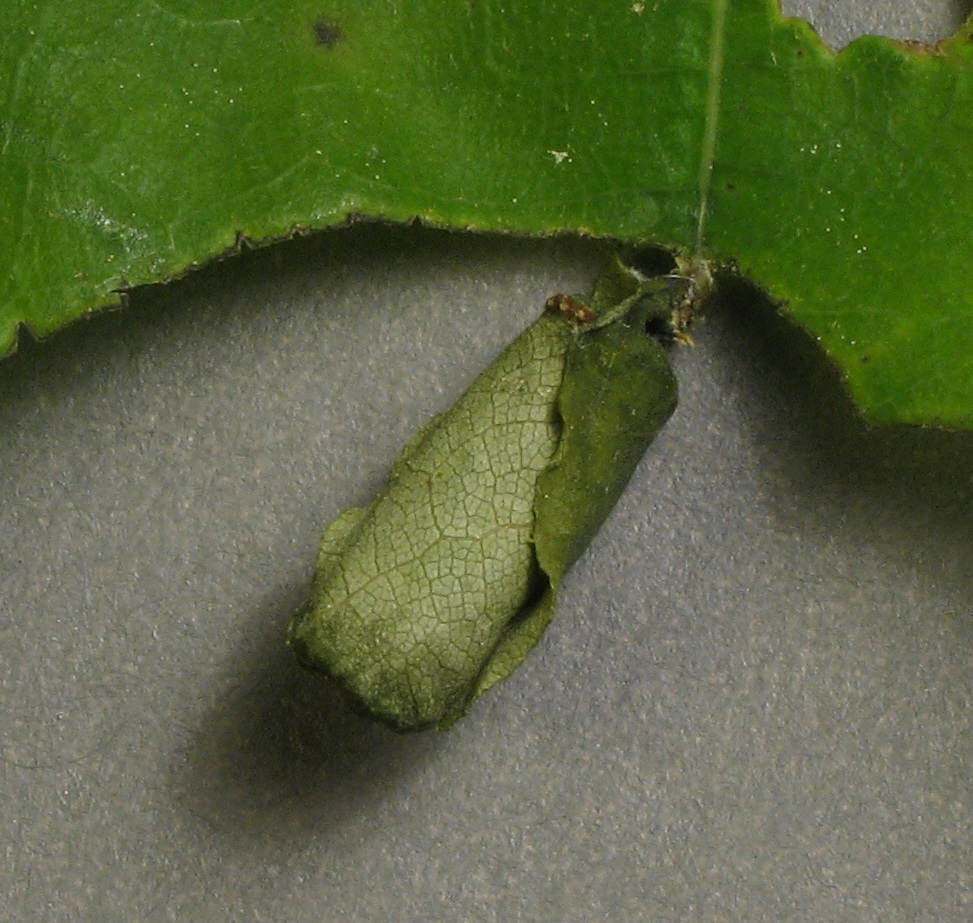
Huevo de Attelabinae sp. dentro de una hoja enrollada.

  - Attelabus sulcifrons (Argod 1895)
  - Attelabus suturalis Jekel 1860
  - Attelabus variolosus (Fabricius 1801)
- Auletobius
- Byctiscus
  - Byctiscus betulae
  - Byctiscus populi
- Caenorhinus
  - Caenorhinus germanicus
- Calolabus
  - Calolabus cupreus
- Deporaus
  - Deporaus betulae
- Euops
- Himatolabus Jekel, 1860 
  - Himatolabus axillaris (Gyllenhal, 1839)
  - Himatolabus pubescens (Say, 1826)
- Homoeolabus Jekel, 1860 
  - Homoeolabus analis (Iliger)
- Tatianaerhynchites
  - Tatianaerhynchites aequatus
- Trachelophorus
- Xestolabus Jekel, 1860 
  - Xestolabus conicollis (Sharp)
  - Xestolabus constrictipennis (Chittenden, 1926)
  - Xestolabus corvinus (Gyllenhal)
  - Xestolabus laesicollis (Gyllenhal)